# Jeffery T. Walker
Jeffery T. Walker (* 1962 in Mena (Arkansas)) ist ein US-amerikanischer Kriminologe, der als Professor an der University of Alabama at Birmingham forscht und lehrt. 2006/07 amtierte er als Präsident der Academy of Criminal Justice Sciences (ACJS).

## Werdegang und Wirken
Walker machte 1984 einen Bachelor-Abschluss in Betriebswirtschaftslehre an der University of Arkansas. Nach kurzer Tätigkeit in der Wirtschaft wurde er Berufssoldat und ging nach 23 Jahren als Reserveoffizier in den Ruhestand. Danach begann er ein Studium der Strafjustiz an der University of Arkansas at Little Rock, das er 1989 mit dem Master-Examen abschloss. Dann wechselte er an die Sam Houston State University, wo er 1992 zum Ph.D. promoviert wurde. Schon 1990 war er in den Lehrkörper der University of Arkansas at Little Rock eingetreten, wo er bis zum Full Professor aufstieg. 2016 wechselte er an die University of Alabama at Birmingham.
Als sein wichtigstes Forschungsgebiet bezeichnet Walker die Untersuchung von Merkmalen und Veränderungen von Stadtvierteln und die Verteilung von Kriminalität in städtischen Gebieten.